# Chichery
Chichery är en kommun i departementet Yonne i regionen Bourgogne-Franche-Comté i norra Frankrike. Kommunen ligger i kantonen Migennes som tillhör arrondissementet Auxerre. År 2022 hade Chichery 434 invånare.

## Befolkningsutveckling
Antalet invånare i kommunen Chichery
| Referens: INSEE |